# هریپسیمه سراپیان
هریپسیمه کاراپتی سراپیان (ارمنی: Հռիփսիմե Կարապետի Սրապյան؛ انگلیسی: Hripsime Srapyan؛ زاده ۲۸ دسامبر ۱۹۲۸ - درگذشته ۱۰ آوریل ۲۰۱۳) یک کارشناس علوم پرورشی، زبان‌شناس و متخصص زبان ایتالیایی اهل ارمنستان بود.

## زندگی‌نامه
وی در ۲۸ دسامبر ۱۹۲۸ در بورگاس از والدینی به نام‌های کاراپت سراپیان و مانیک سراپیان به دنیا آمد و از انستیتو دولتی هنری و نمایشی ایروان فارغ‌التحصیل گشت. مامیکون مانوکیان همسر وی می‌باشد. دیانا مانوکیان و گایانه مانوکیان فرزندان وی بودند. وی در دانشگاه دولتی ایروان فعالیت می‌کرد. وی در ۱۰ آوریل ۲۰۱۳ در سن ۸۴ سالگی در ایروان درگذشت.

## نگارخانه

## یادداشت
1. ↑  Իտալիայի մեդալ
2. ↑  Իտալիայի պատվավոր քաղաքացի
3. ↑  Կարապետ Սրապյան Մանիկ Սրապյան
4. ↑  Դիանա Մանուկյան Գայանե Մանուկյան